# Apopetelia cercyon
Apopetelia cercyon är en fjärilsart som beskrevs av Druce 1893. Apopetelia cercyon ingår i släktet Apopetelia och familjen mätare. Inga underarter finns listade i Catalogue of Life.